# Cratere Pahinui
Pahinui  è un cratere sulla superficie di Mercurio.